# Iikka Nurmonen
Iikka Nurmonen, född 10 december 1993 i Jokimaa i Finland, är en finländsk travkusk och travtränare.
Han har kört över 7 000 lopp varav han vunnit över 1 000 lopp av dem. Han har vunnit storlopp både i Sverige och i sitt hemland Finland.
Bland annat har han vunnit Åby Stora Pris (2017) med Midnight Hour, tränad av Ossi Nurmonen.

## Större segrar i urval
| År   | Lopp              | Häst           | tränare        | Grupp   |
| ---- | ----------------- | -------------- | -------------- | ------- |
| 2017 | St. Michel-loppet | Midnight Hour  | Ossi Nurmonen  | Grupp 1 |
| 2017 | Åby Stora Pris    | Midnight Hour  | Ossi Nurmonen  | Grupp 1 |
| 2020 | St. Michel-loppet | Next Direction | Timo Hulkkonen | Grupp 1 |
| 2023 | Nordic King       | H.V.Tuuri      | Ossi Nurmonen  | Grupp 1 |